# Bogi Løkin
Bogi Abrahamson Løkin [ˈboːjɪ ˈløːtʃɪn] (* 22. Oktober 1988) ist ein ehemaliger färöischer Fußballspieler, der auch für die Nationalmannschaft aktiv war.

## Fußball

### Vereine
Løkin begann seine Karriere bei NSÍ Runavík, für die er mit 16 Jahren sein Debüt am elften Spieltag der Saison 2005 in der ersten Liga gab, als er in der 80. Minute beim Stand von 0:1 für Einar Tróndargjógv eingewechselt wurde. Das Spiel wurde auswärts mit 0:2 verloren. Im Laufe der Saison wurde er abwechselnd in der ersten und zweiten Mannschaft eingesetzt. In der höchsten Liga zählte er in diesem Jahr für die erste Mannschaft bereits zu den Stammspielern. Sein erstes Tor in der höchsten färöischen Spielklasse gelang ihm am zweiten Spieltag beim 5:2-Auswärtssieg gegen VB/Sumba, Løkin erzielte das 3:1. 2007 konnte er bereits seine erste Meisterschaft feiern. Mitspieler waren damals Jóhan Troest Davidsen, Hjalgrím Elttør, Jónhard Frederiksberg, Christian Høgni Jacobsen, Jens Martin Knudsen, Pól Thorsteinsson und Einar Tróndargjógv. Im darauffolgenden Supercup konnte der Pokalsieger EB/Streymur mit 4:0 besiegt werden. Das Spiel um den Atlantic Cup gegen den isländischen Meister Valur Reykjavík wurde jedoch mit 2:5 verloren. Nach dem Saisonende 2009 zog er nach Dänemark, um Recht zu studieren. Dort fand er im Dezember mit BK Frem Kopenhagen in der Viasat Sport Division auch einen neuen Verein und spielte dort gemeinsam mit seinem Landsmann Jónas Þór Næs. Nach einem halben Jahr und dem feststehenden Abstieg in die dritte Liga kehrte er jedoch wieder zu NSÍ Runavík zurück, im Jahr darauf zog es ihn zu ÍF Fuglafjørður. In diesem Jahr konnte die Vizemeisterschaft erreicht werden. 2012 konnte Løkin aufgrund von Verletzungen nur gut die Hälfte aller Ligaspiele bestreiten und kehrte erst gut zwei Jahre später in den Mannschaftskader zurück, nachdem er im selben Jahr kurzzeitig im unterklassigen Bereich für IF Føroyar in Dänemark aktiv war. Nach einer längeren Pause gab Løkin in der zweiten Saisonhälfte 2017 sein Comeback und bestritt insgesamt sechs Spiele für die erste und zweite Mannschaft. Danach beendete er seine Karriere.

#### Europapokal
Sieben Mal wurde Løkin in Europapokalspielen eingesetzt. Sein Debüt gab er 2005/06 für NSÍ Runavík im Hinspiel der ersten Qualifikationsrunde bei der 0:3-Heimniederlage gegen Liepājas Metalurgs, als er in der 67. Minute für Justinus Tróndargjógv eingewechselt wurde. Das Rückspiel ohne Beteiligung Løkins endete ebenfalls 0:3.

### Nationalmannschaft
Løkin gab gemeinsam mit Egil á Bø, Leif Niclasen und Andreas Lava Olsen sein Debüt für die färöische Nationalmannschaft am 20. August 2008 im Freundschaftsspiel gegen Portugal in Aveiro, als er beim Stand von 0:2 in der 54. Minute für Bárður Olsen eingewechselt wurde (Endstand 0:5). Damit absolvierten erstmals seit dem FIFA-Beitritt 1988 Vater und Sohn Länderspiele für die Färöer. International bekannt wurde Løkin durch sein 1:0 gegen Österreich in Tórshavn am 11. Oktober 2008 in der 47. Minute (Endstand 1:1). Sein Vater war einer der Spieler von Landskrona 1990, bei dem die Färöer völlig unerwartet 1:0 gewannen. Das Spiel 2008 galt als eine Neuauflage des Klassikers, und seitdem gelten Vater und Sohn als „Nationalhelden“. Sein letztes Spiel absolvierte er am 15. August 2012 im Freundschaftsspiel gegen Island, das in Reykjavík mit 0:2 verloren wurde. Løkin wurde in der 80. Minute beim Stand von 0:1 für Daniel Udsen eingewechselt.

### Erfolge
- 1× Färöischer Meister: 2007
- 1× Färöischer Supercup-Sieger: 2008

## Persönliches
Bogi Løkin ist der Sohn des ehemaligen Nationalspielers Abraham Løkin. Sein jüngerer Bruder Karl (* 1991) ist ebenfalls Fußballspieler.